# 電荷キャリア密度
電荷キャリア密度またはキャリア濃度とは、体積あたりの電荷キャリアの個数である。国際単位系での単位は m−3 となる。他の密度と同じように、位置に依存する。
キャリア密度は、電荷が持つことができるエネルギー範囲で電荷密度を積分することで得られる。
電荷キャリア密度は粒子密度であり、体積 {\displaystyle V}で積分するとその体積中の電荷キャリアの個数 {\displaystyle N}となる。
{\displaystyle N=\int _{V}n({\boldsymbol {r}})\,\mathrm {d} V}
ここで
{\displaystyle n({\boldsymbol {r}})}は位置に依存する電荷キャリア密度。
密度が位置に依存せず定数{\displaystyle n_{0}}に等しい場合、この式は次のように簡単にできる。
{\displaystyle N=V\cdot n_{0}}
電荷キャリア密度は、電気伝導や熱伝導などの現象に関する方程式を含む。

## 半導体
キャリア密度は半導体で重要であり、ドーピング過程で重要な量である。バンド理論を用いると、電子密度 {\displaystyle n_{0}}は伝導帯での体積当たりの電子の個数である。正孔では {\displaystyle p_{0}}は価電子帯での体積当たりの正孔の個数である。電子についてこの数を計算するために、伝導帯の電子の全密度 {\displaystyle n_{0}} は、バンドの底 {\displaystyle E_{\mathrm {c} }}からバンドのトップ {\displaystyle E_{\mathrm {top} }}までのバンドでの異なるエネルギーにわたって伝導電子密度を合計であるという考えから出発する。
{\displaystyle n_{0}=\int \limits _{E_{\mathrm {c} }}^{E_{\mathrm {top} }}N(E)\mathrm {d} E}
電子はフェルミ粒子であるため、いかなるエネルギーでの伝導電子の密度 {\displaystyle N(E)}は、可能な伝導状態の数である状態密度 {\displaystyle g(E)}と実際に電子を持っている状態の割合フェルミ分布 {\displaystyle f(E)}との積である。
{\displaystyle N(E)=g(E)f(E)}
計算を簡単にするため、フェルミ分布に従うフェルミ粒子としての電子を扱う代わりに、ボルツマン分布で与えられる古典的な相互作用の無い気体としてそれらを扱う。この近似では{\displaystyle |E-E_{f}|\gg k_{B}T}の時に効果を無視でき、それは室温近くの半導体では正しい。この近似は極低温やバンドギャップが非常に小さい場合は正しくない。
{\displaystyle f(E)={\frac {1}{1+e^{\frac {E-E_{f}}{kT}}}}\approx e^{\frac {-(E-E_{f})}{k_{B}T}}}
3次元の状態密度は、
{\displaystyle g(E)={\frac {1}{2\pi ^{2}}}\left({\frac {2m^{*}}{\hbar ^{2}}}\right)^{\frac {3}{2}}{\sqrt {E-E_{0}}}}
これらの結果、次が得られる。
{\displaystyle n_{0}=2({\frac {m^{*}kT}{2\pi \hbar ^{2}}})^{3/2}}{\displaystyle e^{\frac {-(E_{\mathrm {c} }-E_{f})}{k_{B}T}}}
正孔についても同様な表現が導出される。キャリア濃度は、化学からの可逆反応の平衡のように、バンドギャップにわたって行ったり来たりする電子を扱うことで計算でき、質量作用の法則を導く。質量作用の法則はドープされていない材料での真性キャリア濃度と呼ばれる量 {\displaystyle n_{\mathrm {i} }}を定義する。
{\displaystyle n_{\mathrm {i} }=n_{0}=p_{0}}
以下の表は真性半導体における真性キャリア濃度の値をいくつか載せている。キャリア濃度はドーピングされると変化する。
| 材料         | キャリア密度 (1/cm³) @300 K |
| ------------ | --------------------------- |
| シリコン     | 9.65×109                    |
| ゲルマニウム | 2.33×1013                   |
| ガリウムヒ素 | 2.1×106                     |

## 金属
キャリア密度は金属にも適用でき、単純なドルーデモデルから計算できる。この場合、キャリア密度（この文脈では自由電子密度とも呼ばれる）は次のように計算できる。
{\displaystyle n={\frac {N_{\mathrm {A} }Z\rho _{\mathrm {m} }}{m_{\mathrm {a} }}}}
ここで{\displaystyle N_{\mathrm {A} }}はアボガドロ定数、Zは価電子の数、{\displaystyle \rho _{\mathrm {m} }}は物質の密度、{\displaystyle m_{\mathrm {a} }}は原子質量である。

## 測定
電荷キャリアの密度は多くの場合ホール効果を用いて決定でき、電圧は密度の逆数に比例する。